# Антигва и Барбуда на Светском првенству у атлетици на отвореном 2017.
Антигва и Барбуда је учествовала на Светском првенству у атлетици на отвореном 2017. одржаном у Лондону од 4. до 13. августа шеснаести пут, односно учествовала је на свим првенствима до данас. Репрезентацију Антигве и Барбуде представљало је 2 атлетичара који су се такмичили у трци на 100 м.,
На овом првенству такмичари Антигве и Барбуде нису освојили ниједну медаљу нити су остварили неки резултат.

## Учесници
Мушкарци:
- Cejhae Greene — 100 м
- Чавон Волш — 100 м

## Резултати

### Мушкарци
| Атлетичар     | Дисциплина | Лични рекорд | Предтакмичење | Предтакмичење | Квалификације  | Квалификације  | Полуфинале           | Полуфинале           | Финале               | Финале               | Детаљи                                       |
| Атлетичар     | Дисциплина | Лични рекорд | Резултат      | Место         | Резултат       | Место          | Резултат             | Место                | Резултат             | Место                | Детаљи                                       |
| ------------- | ---------- | ------------ | ------------- | ------------- | -------------- | -------------- | -------------------- | -------------------- | -------------------- | -------------------- | -------------------------------------------- |
| Чавон Волш    | 100 м      | 10,17        | 10,44 КВ      | 2. у гр. 2    | Није стартовао | Није стартовао | Није се квалификовао | Није се квалификовао | Није се квалификовао | Није се квалификовао | Архивирано на веб-сајту (10. септембар 2018) |
| Cejhae Greene | 100 м      | 10,01        | Слободан      | Слободан      | 10,21 КВ       | 3. у гр. 1     | 10,64                | 8. у гр. 4           | Није се квалификовао | 24 / 58 (62)         |                                              |